# 페투 피로이넨
페투 일라리 피로이넨(영어: Peetu Ilari Piiroinen, 1988년 2월 15일~)은 핀란드의 전직 스노보드 선수로 주 종목은 하프파이프, 빅에어, 슬로프스타일이다. 올림픽에 3회 참가했고 2010년 동계 올림픽에서 남자 하프파이프 은메달을 획득했다.

## 개인사
형인 페티아 피로이넨 또한 스노보드 선수이다.